# Nanase Ōkawa
Nanase Ōkawa (大川 七瀬?, Ōkawa Nanase; Ōsaka, 2 maggio 1967) è una fumettista giapponese, membro del famoso quartetto CLAMP. All'interno del gruppo si occupa del lavoro manageriale, della sceneggiatura delle storie e della grafica delle copertine dei manga in formato tankōbon.
Durante il 15º anniversario delle CLAMP del 2004, decise di passare dal nome di Nanase Ōkawa a quello di Ageha Ōkawa (大川 緋芭?, Ōkawa Ageha); l'"ageha" in giapponese è la farfalla "coda di rondine", nome comune della famiglia delle papilionidi. Dal 1º marzo 2008 ha però riacquisito il suo precedente nome.

## Opere

### Manga
- 1989~oggi - soggetto e sceneggiatura di tutte le opere del gruppo CLAMP[1]
- 1989 - RG Veda: grafica delle copertine
- 1992 - X: grafica delle copertine
- 1993 - Koi: soggetto e sceneggiatura
- 1993 - Magic Knight Rayearth: grafica delle copertine

### Anime
- 1991 - RG Veda: sceneggiatura
- 1994 - Magic Knight Rayearth: soggetto, sceneggiatura, supervisione generale
- 1994 - CLAMP IN WONDERLAND: ideazione
- 1995 - Rayearth 2: sceneggiatura, pianificazione
- 1995 - Miyuki nel paese delle meraviglie: soggetto, sceneggiatura
- 1996 - X: soggetto, sceneggiatura, pianificazione
- 1998 - Card Captor Sakura: soggetto, sceneggiatura, supervisore alla sceneggiatura, pianificazione
- 1998 - Wish: direzione artistica
- 1999 - Card Captor Sakura - The Movie: soggetto, sceneggiatura
- 1999 - Kero-chan Ni Omakase!  (breve special proiettato nei cinema insieme al primo film di Card Captor Sakura): sceneggiatura
- 1999 - Clover: soggetto
- 2000 - Gekijōban Cardcaptor Sakura: Fūin sareta card: soggetto, sceneggiatura
- 2002 - Chobits: sceneggiatura
- 2006 - CLAMP IN WONDERLAND 2: ideazione
- 2006 - xxxHOLiC: sceneggiatura, produzione esecutiva
- 2007 - Tsubasa TOKYO REVELATIONS: sceneggiatura
- 2008 - xxxHOLiC: Kei: supervisione
- 2009 - Kobato.: supervisione